# جنگ قایدو-قوبلای
جنگ قایدو-قوبلای (انگلیسی: Kaidu–Kublai war) جنگی بین قایدو و قوبلای خان و جانشین او تیمور خان از سال ۱۲۶۸ تا ۱۳۰۱ بود. قایدو رهبر خاندان جغتای و در واقع خان خانات جغتای بود. در حالی که قوبلای بنیان‌گذار دودمان یوان بود.